# ساشا دوراكوروت
ساشا دوراكوروت (28 أغسطس 1972 في فينكوفسي في كرواتيا – )؛ هو لاعب كرة قدم سابق كان يلعب كمهاجم.

## وصلات خارجية
- ساشا دوراكوروت على موقع رابطة كرة القدم اليابانية للمحترفين (اليابانية)
- ساشا دوراكوروت على موقع دوري كوريا الجنوبية (الإنجليزية)
- ساشا دوراكوروت على موقع قاعدة بيانات كرة القدم.إي يو (الإنجليزية)
- ساشا دوراكوروت على موقع Soccerway.com (الإنجليزية)
- ساشا دوراكوروت على موقع عالم كرة القدم.نت (الإنجليزية)